# Sandl, Oberösterreich
Sandl är en ort och kommun i Österrike. Den ligger i distriktet Freistadt i förbundslandet Oberösterreich, 130 km väster om huvudstaden Wien. I norr har kommunen gräns mot Tjeckien.
Kommunen består av 18 orter (Ortschaften) (inom parentes invånarantal 1 januari 2024):

- Eben (38)
- Größgstötten (75)
- Gugu (28)
- Hacklbrunn (77)
- Hundsberg (23)
- Königsau (31)
- Neuhof (42)
- Plochwald (2)
- Pürstling (50)
- Rindlberg (30)
- Rothenbachl (43)
- Sandl (643)
- Schönberg (9)
- Steinkreuz (62)
- Steinwald (73)
- Tafelberg (53)
- Viehberg (87)
- Weinviertl (35)